# نیروهای مسلح اسلواکی
نیروهای مسلح اسلواکی (انگلیسی: Slovak Armed Forces) مجموعه نیروهای نظامی اسلواکی است، که از نیروهای زمینی اسلواکی، نیروی هوایی اسلواکی و نیروهای عملیات ویژه اسلواکی تشکیل می‌شود.